# Lilian Silburn
Lilian Silburn (Parigi, 19 febbraio 1908 – Le Vésinet, 19 marzo 1993) è stata un'indologa, filosofa e traduttrice francese.
Lilian Silburn, filosofa di formazione, ha dedicato il suo impegno al pensiero indiano ed è stata una pioniera negli studi dello shivaismo kashmiro.

## Vita e impegno
Allieva, fra altri, di Sylvain Lévi, Louis Renou, Paul Masson-Oursel, Lilian Silburn proseguì la sua attività come ricercatrice presso il Centre national de la recherche scientifique (CNRS), organismo pubblico francese per la ricerca scientifica e tecnologica, occupandosi di filosofia indiana, e viaggiando spesso in India, in particolare nel Kashmir, regione settentrionale del subcontinente indiano. Ed è stato qui che ella ha approfondito lo studio di una branca dell'induismo allora ancora poco nota: lo shivaismo monistico delle tradizioni kashmire, che videro il loro apice fra l'VIII e il XII secolo.
Lilian Silburn ha così tradotto e curato diversi testi di esponenti delle scuole iniziatiche del Kashmir. Fra le sue opere va senz'altro menzionata La Kuṇḍalinī, ou, L'énergie des profondeurs, pubblicata da Les Deux Océans nel 1983 (il testo è stato pubblicato in Italia da Adelphi con il titolo di La Kuṇḍalinī o L'energia del profondo, nel 1997). Nel testo la studiosa ha raccolto, commentato e integrato numerosi passi da testi tantrici shivaiti sul tema della kuṇḍalinī, aggiungendovi le sue personali esperienze. L'opera resta attualmente uno dei testi fondamentali sulla kuṇḍalinī.

## Opere
- Lilian Silburn, Instant et cause; le discontinu dans la pensée philosophique de l'Inde.
- Lilian Silburn, La Kuṇḍalinī, ou, L'énergie des profondeurs: étude d'ensemble d'après les textes du Śivaïsme non dualiste du Kaśmir.
- Lilian Silburn, Le Bouddhisme.
- (con Louis Renou, Jean Filliozat, Pierre Meile, Anne-Marie Esnoul), L'Inde classique, manuel des études indiennes.
- (con Catherine Despeux, Marinette Bruno), Aux sources du bouddhisme.

### Traduzioni
- Hymnes aux Kālī, la roue des énergies divines: études sur le śivaïsme du Cachemire, école Krama, a cura e traduzione di Lilian Silburn.
- Vijñāna Bhairava, traduzione e commento di Lilian Silburn.
- Vātūlanātha sūtra avec le commentaire d'Anantaśaktipada, traduzione di Lilian Silburn.
- Abhinavagupta, La lumière sur les tantras: chapitres 1 à 5 du Tantrāloka, a cura e traduzione di Lilian Silburn.
- Abhinavagupta, Le Paramārthasāra, traduzione di Lilian Silburn.
- Abhinavagupta, Hymnes de Abhinavagupta, a cura e traduzione di Lilian Silburn.
- Bhaṭṭanārȳaṇa, La bhakti: le Stavacintāmaṇi, traduzione di Lilian Silburn.
- Kṣemarāja, Śivasūtra et Vimarśinī, traduzione di Lilian Silburn.
- Maheśvarānanda, La Mahārthamañjarī a cura e traduzione di Lilian Silburn.
- Vasugupta, Spandakārikā, stances sur la vibration de Vasugupta et gloses de Bhaṭṭa Kallaṭa, Kṣemarāja, Utpalācārya, Śivadṛṣṭi (chapitre I) de Somānanda, traduzione di Lilian Silburn.
- Vatulanatha, Vatulanatha Sutra, traduzione di Lilian Silburn.